# NGC 3675
NGC 3675 este o galaxie lenticulară situată în constelația Ursa Mare. A fost descoperită în 14 ianuarie 1788 de către William Herschel. Se află la o distanță de 18,28 megaparseci de Pământ.